# Contea di Washington (Pennsylvania)
La contea di Washington (in inglese Washington County) è una contea dello Stato della Pennsylvania, negli Stati Uniti. La popolazione al censimento del 2000 era di 202 897 abitanti. Gli italoamericani sono 16,6% della popolazione. Il capoluogo di contea è Washington.
La contea di Washington si trova nella parte sud-occidentale dello Stato, con il lato ovest confinante con lo Stato della Virginia Occidentale.

## Comuni

### City
- Monongahela
- Washington

### Borough e Township
| - Allenport - borough - Amwell - township - Beallsville - borough - Bentleyville - borough - Blaine - township - Buffalo - township - Burgettstown - borough - California - borough - Canonsburg - borough - Canton - township - Carroll - township - Cecil - township - Centerville - borough - Charleroi - borough - Chartiers - township - Claysville - borough - Coal Center - borough - Cokeburg - borough - Cross Creek - township - Deemston - borough - Donegal - township - Donora - borough - Dunlevy - borough - East Bethlehem - township - East Finley - township - East Washington - borough - Elco - borough - Ellsworth - borough - Fallowfield - township - Finleyville - borough - Green Hills - borough - Hanover - township - Hopewell - township | - Houston - borough - Independence - township - Jefferson - township - Long Branch - borough - Marianna - borough - McDonald - borough - Midway - borough - Morris - township - Mount Pleasant - township - New Eagle - borough - North Bethlehem - township - North Charleroi - borough - North Franklin - township - North Strabane - township - Nottingham - township - Peters - township - Robinson - township - Roscoe - borough - Smith - township - Somerset - township - South Franklin - township - South Strabane - township - Speers - borough - Stockdale - borough - Twilight - borough - Union - township - West Bethlehem - township - West Brownsville - borough - West Finley - township - West Middletown - borough - West Pike Run - township |

### CDP
| - Aaronsburg - Atlasburg - Avella - Baidland - Bulger | - Cecil-Bishop - Cross Creek - Eighty Four - Elrama - Fredericktown | - Gastonville - Hendersonville - Hickory - Joffre - Langeloth | - Lawrence - McGovern - McMurray - Meadowlands - Millsboro | - Muse - Paris - Slovan - Southview - Taylorstown | - Thompsonville - Van Voorhis - West Alexander - Westland - Wickerham Manor-Fisher | - Wolfdale - Wylandville |